# Domaine viticole

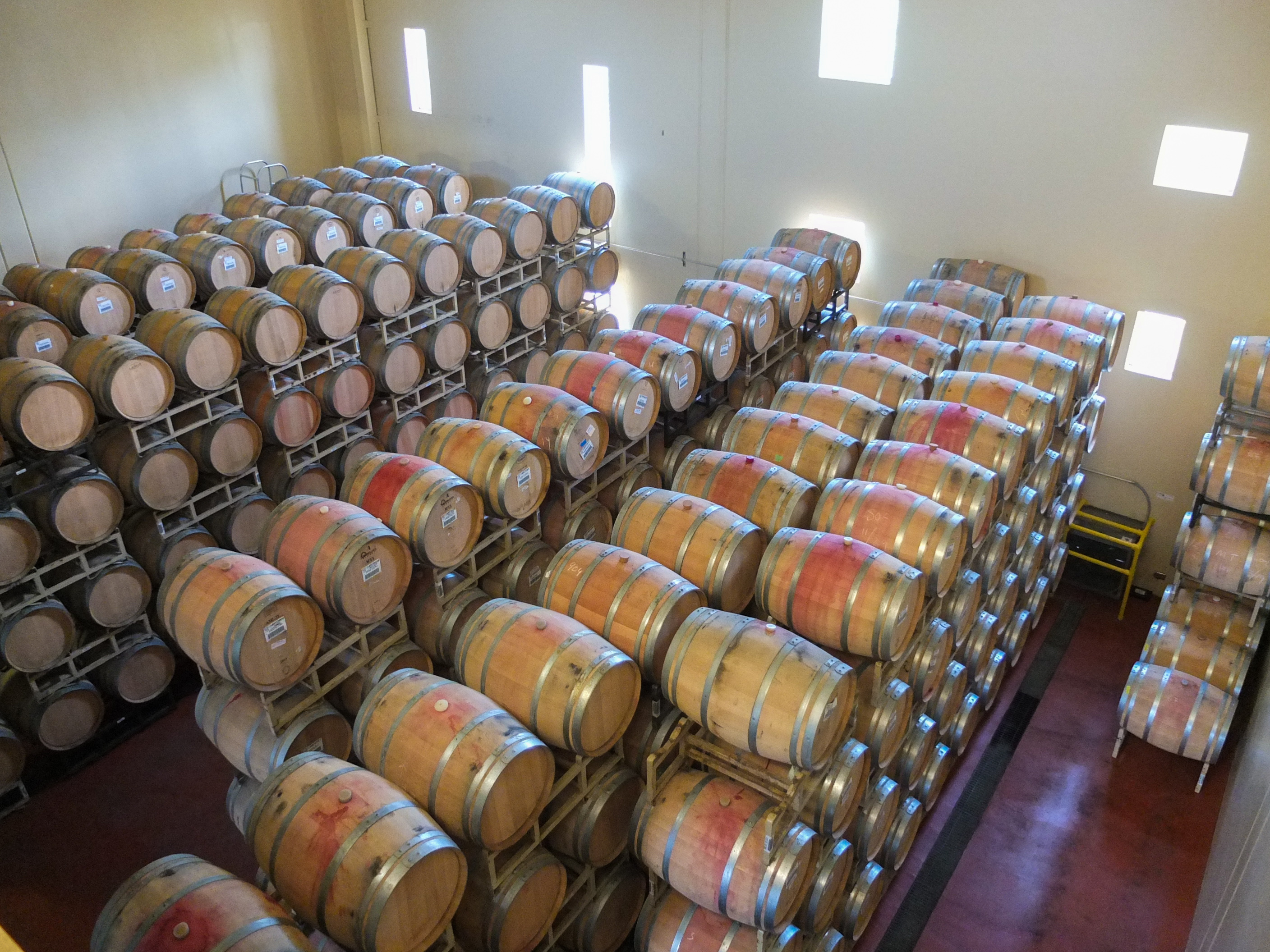
Tonneaux de vin entreposés dans un domaine viticole.

Un domaine viticole est un domaine rural voué à la viticulture. Il comprend un ou plusieurs vignobles et produit en général du vin (viniculture).

## Origine du regroupement des vignes en domaines
En France, l'utilisation de ce nom est soumise à un décret en date du 30 septembre 1949. Pour apposer sur son étiquette ce terme, le domaine doit remplir trois conditions :
- Le vin doit avoir une appellation d'origine.
- Il doit provenir de l'exploitation agricole ou de ses analogues.
- Ce nom est limité à la seule production de l'exploitation.

Cette définition fait suite, en le reprenant, à un jugement du tribunal civil de Bordeaux, en date du 8 mai 1939, donnant la définition d'un château viticole. Dans les faits, rien n'interdit à une coopérative viticole de recevoir les vendanges d'un domaine ou d'un château (sélection au terroir), de les vinifier à part, et de commercialiser les vins sous leur nom d'origine. La mention "mise en bouteilles au château" ou "mise en bouteilles au domaine" étant légale puisque le propriétaire est un coopérateur porteur de parts dans une exploitation collective prolongement de son château ou de son domaine.   
Selon la définition internationale qu'en donne Frank Schoonmaker, calquée sur celle adoptée en France, un domaine viticole est le nom donné à des vignobles d'un seul tenant ou à un ensemble de parcelles sur différents terroirs (climats en Bourgogne) qui constituent une propriété viticole appartenant en nom propre ou en nom collectif à un ou des propriétaires. Ce terme - avec ses déclinaisons : château, clos, mas, etc. - a été pendant longtemps réservé aux seuls vins d'appellations, il s'est actuellement étendu à des terroirs viticoles produisant des vins labellisés.  

### Vignoble entre leIXeet leXIIesiècle
Le Cartulaire de l'Église d'Apt (IXe siècle–XIIe siècle), donne des indications très claires sur la constitution de la propriété viticole. En effet, le vignoble y tient une place très importante puisque plus de cinquante chartes ont trait uniquement à la vigne, à sa plantation, à ses façons culturales ou à sa propriété.
C'est d'abord une redistribution du pouvoir sur la terre qui a lieu entre la fin du IXe siècle et la première moitié du Xe siècle : 
- En 897, alors qu’il vit retiré au monastère de Carpentras, Louis III l'Aveugle, roi de Provence, à la demande du comte Thibert d’Apt, donne à l’église Sainte-Marie et Saint-Castor d’Apt le monastère de Saint-Martin-de-Castillon avec ses vignobles et deux églises (C. VI).
- En 909, Rostaing, primat de Bourgogne, premier Vicaire des Gaules et archevêque d’Arles (869-913), donne à l’Église d’Apt sa villa de Fastignane et ses vignes sises au confluent du Calavon et de la Dôa (C. VIII).
- En 931, noble Garibald et son épouse Aviorda, donne à l’église cathédrale d’Apt deux vignes situées près des rives du Calavon (quartier Viton). Il est précisé que la première est un enclos de vignes hautes palissées sur des noyers et des saules, tandis que la seconde est une vigne basse (C. XV).

Vient ensuite, entre le Xe siècle et le XIIe siècle, le complant qui permet à un noble, laïc ou religieux, de tisser les premiers liens de vassalité dans une société féodale qui se met en place : 
- En 988, Teudéric (Théodoric), évêque d’Apt, concède à Allard et à son épouse Auzille, une terre pour une durée de sept ans avec charge de bien planter, provigner et mener avec ardeur le vignoble. Passé ce temps, l’évêque en récupèrera la moitié et le couple restera propriétaire de l’autre (C. XXXVIII).
- En 997, le même évêque concède, contre compensation et en contrat de précaire, au noble Samuel et à son épouse Bélildis, une dîme sur les terres et vignes de Croagnes, hameau de Saint-Saturnin-lès-Apt, et de Clavaillan, hameau de Roussillon (C. XLVI).
- En 1110, le Chapitre de l’Église d’Apt baille à Guillaume Robert et à ses fils la Volta del Molin afin qu’ils y plantent une vigne. Au bout de dix ans, trois parts du vignoble resteront leur propriété, la quatrième reviendra aux chanoines (C. CXII).

### Domaine viticole nommé avant son propriétaire
Certains de ces vignobles sont identifiés par un nom alors que leur propriétaire n'est désigné que par son prénom :  
- Entre 966 et 972, deux vignes sous Bonnieux sont désignées sous les noms d’Airavedra et de Rohlannada (C. XXII). La villa Calmejane, au sud-est d'Apt, possède un vignoble appelé Murra (C. XXXVII). Une vigne sise sur le terroir de Joucas porte le nom de Ruvoria (C. LXXXI).
- À la fin du XIe siècle, Girard Théoric fait dresser la liste de ses biens. Il est propriétaire de champs, prés, jardins, ferrages et condamines et de trois vignes qui sont appelées Fraxenete, Balsana et Puy-Gibaud (C. CIII). Pour la même période, l’église Saint-Pierre d’Agnane, près de Saint-Saturnin-lès-Apt, possède dans sa manse deux vignobles dénommés Galburgis et Cavalera (C. CIV).

Il fallut donc attendre la fin du XIe siècle pour que les familles commencent à être désignées par un patronyme alors que la propriété viticole l'était depuis le Xe siècle.

### Bourgeoisie terrienne
Le contrat de mezzadria est une forme particulière de contrat lié à l'activité agricole apparu en Italie au Moyen Âge. Dès le début du XIIIe siècle dans la péninsule italienne, les communes avaient entrepris une conquête impressionnante sur les campagnes environnantes, formant ainsi le contado, une conquête qui permit d'affirmer leur pouvoir respectif et de tisser avec l'espace rural des liens étroits, politiques ou commerciaux.  Grâce à de nombreuses méthodes, ces liens se sont davantage resserrés, au début du XIVe siècle, permettant ainsi à la ville, plus soucieuse du  ravitaillement et peuplée de négociants en produits alimentaires, de dominer entièrement l'économie rurale. Dans ces campagnes, se généralisa très précocement ce que l'on appelle le contrat de mezzadria, un contrat qui prévoyait entre les deux contractants le partage des bénéfices issus de la terre par moitié comme son nom l'indique. Il va prendre en France le nom de contrat à mi-fruit.

### Limite des vignobles
Dès le Haut Moyen Âge, il y eut des tentatives plus ou moins avortées d'introduire une viticulture dans des pays où le raisin avait peine à atteindre sa pleine maturité. Le cas du comté de Hainaut est exemplaire à cet égard. Les comtes réussirent à maintenir quelques domaines viticoles à Valenciennes et à Mons. En dépit des soins minutieux qui étaient apportés au vignoble celui-ci eut toujours plus tendance à fournir du verjus que du vin. Quelques vignobles monastiques, dont celui de Bonne-Espérence, semblent avoir eu un terroir plus propice à Ath, qui produisait du vin en 1479, et à Huy, dans la vallée de la Meuse, qui resta en production jusqu'en 1914.  
Dans le même temps, grâce à la proximité de vignobles au terroir viticole mieux exposé et se trouvant assez proches géographiquement, les abbayes et les chapitres canoniaux  devinrent propriétaires de ces domaines viticoles plus privilégiés. Le chapitre de Sainte-Aldegonde de Maubeuge eut un vignoble à Soissons, le prieuré d'Aymerie un domaine à Laon, l'abbaye de Liessies dans ces deux secteurs. Cette pratique eut un temps qui, au cours du bas Moyen Âge, ne résista pas à la guerre de Cent Ans. Plutôt que de s'encombrer à continuer d'exploiter pour leur compte des domaines lointains, les ecclésiastiques jugèrent préférable d'acheter leurs vins à l'exemple des moines de Liessies qui se fournirent à Avesnes, Chimay et Laon en 1405. L'abbaye de Maroilles renonça, elle aussi, à ses domaines viticoles dans le Vermandois, en particulier à ceux de Mézières-sur-Oise, qu'elle possédait depuis le haut Moyen Âge. À partir des années 1419 / 1420, elle se mit à acheter ses vins. Elle mandata, pour cela, Outard, un négociant en vins, qui se fournit à Nouvion, en 1419, puis, en 1420, il se procura à nouveau des vins à Nouvion et à Valenciennes, tandis qu'un serviteur de l'abbaye en fut chercher à Braye-en-Laonnois .   
Ce mouvement porte déjà en lui la prépondérance sur le marché de l'Europe du Nord  de négociants en vins capables de sélectionner des domaines viticoles produisant des vins au goût de leur clientèle. Cette pratique était déjà celle de l'Angleterre avec le Bordelais depuis 1242 et l'imposition du claret. Elle fut celle de la Hollande au XVIe siècle avec leur prédilection pour des vins de chaudière issus du vignoble nantais (Marcel Lachiver), et au XVIIIe siècle de la Suisse qui n'achetait que des vins distillés dans la basse vallée du Rhône car ils n'étaient pas soumis aux mêmes droits de péage en remontant le fleuve (Robert Bailly). Elle porta quelquefois des fruits inattendus, en particulier à Monbazillac, quand les Hollandais découvrirent les premiers vins liquoreux et ne voulurent plus, dès lors, que ce type de production (Hugh Jonhson).

## Spécificités géographiques

### France
En France, les domaines familiaux sont jusqu'à la fin du XXe siècle presque uniquement des exploitations familiales, l'exploitation étant également le lieu de résidence.

#### Sud-Ouest
Dans le Cognac, 5000 exploitations familiales font face aux géants de l'industrie des spiritueux qui possèdent à eux-seuls 90 % des ventes : Hennessy (groupe LVMH), Martell (groupe Pernod-Ricard), Rémy Martin (groupe Rémy-Cointreau) et Courvoisier pour 70%, et six autres marques pour 20 % restant.

#### Vallée de la Loire
En 2013, il existe 2 290 exploitations viticoles en Pays de la Loire, dont 1 750 ayant au moins un hectare de vigne, et 70 % environ n'ont pas d'autre activité agricole.